# GSTM5
GSTM5 (англ. Glutathione S-transferase mu 5) – білок, який кодується однойменним геном, розташованим у людей на 1-й хромосомі. Довжина поліпептидного ланцюга білка становить 218 амінокислот, а молекулярна маса — 25 675.
| 10         |  | 20         |  | 30         |  | 40         |  | 50         |
| ---------- |  | ---------- |  | ---------- |  | ---------- |  | ---------- |
| MPMTLGYWDI |  | RGLAHAIRLL |  | LEYTDSSYVE |  | KKYTLGDAPD |  | YDRSQWLNEK |
| FKLGLDFPNL |  | PYLIDGAHKI |  | TQSNAILRYI |  | ARKHNLCGET |  | EEEKIRVDIL |
| ENQVMDNHME |  | LVRLCYDPDF |  | EKLKPKYLEE |  | LPEKLKLYSE |  | FLGKRPWFAG |
| DKITFVDFLA |  | YDVLDMKRIF |  | EPKCLDAFLN |  | LKDFISRFEG |  | LKKISAYMKS |
| SQFLRGLLFG |  | KSATWNSK   |  |            |  |            |  |            |

A: Аланін

C: Цистеїн

D: Аспарагінова кислота

E: Глутамінова кислота

F: Фенілаланін

G: Гліцин

H: Гістидин

I: Ізолейцин

K: Лізин

L: Лейцин

M: Метіонін

N: Аспарагін

P: Пролін

Q: Глутамін

R: Аргінін

S: Серин

T: Треонін

V: Валін

W: Триптофан

Кодований геном білок за функцією належить до трансфераз. 
Локалізований у цитоплазмі.